# Mayerthorpe
Mayerthorpe est une ville (town) du Comté de Lac Sainte-Anne, située dans la province canadienne d'Alberta.

## Démographie
En tant que localité désignée dans le recensement de 2011, Mayerthorpe a une population de 1 398 habitants dans 589 de ses 629 logements, soit une variation de -5,2 % avec la population de 2006. Avec une superficie de 4,776 3 km2, la ville possède une densité de population de 292,69 hab/km2 en 2011.
Concernant le recensement de 2006, Mayerthorpe abritait 1 474 habitants dans 595 de ses 636 logements. Avec une superficie de 4,77 km2, la ville possédait une densité de population de 308,6 hab/km2 en 2006.
| 2001  | 2006  | 2011  | 2016  |
| ----- | ----- | ----- | ----- |
| 1 570 | 1 474 | 1 398 | 1 320 |